# Orde van het Estische Rode Kruis
De Orde van het Estische Rode Kruis, (in het Ests: Eesti Punase Risti teenetemärk), werd in 1920 ingesteld om Esten en anderen te kunnen decoreren voor levensreddende daden en verdienste voor het Rode Kruis en humanitaire verdienste voor Estland.

## Graden
- Eerste Klasse (Vergelijkbaar met Grootkruis)

Men draagt het versiersel aan een breed lint over de rechterschouder. Op de linkerborst wordt de zilveren ster gedragen.
- Speciaal Grootlint (Riigivapi teenetemärgi erisuurpael), deze graad ontving Konstantin Päts na zijn verkiezing.

- Tweede Klasse (Vergelijkbaar met Grootofficier)

Men draagt het versiersel aan een lint om de hals. Op de linkerborst wordt de zilveren ster gedragen.
- Derde Klasse (Vergelijkbaar met Commandeur)

Men draagt het versiersel aan een lint om de hals.
- Vierde Klasse (Vergelijkbaar met Officier)

Men draagt het versiersel aan een lint met rozet op de linkerborst.
- Vijfde Klasse (Vergelijkbaar met Ridder)

Men draagt het versiersel aan een lint op de linkerborst.
- De Medaille

Men draagt de medaille aan het lint van de orde.

## Versierselen
Het versiersel is een rood geëmailleerd Grieks kruis met witte randen. In de armen van het kruis zijn stralen aangebracht zoals er ook stralen uit de vuurtoren die als verhoging boven het boven het kruis is bevestigd lijken te ontsnappen. De keerzijde draagt het motto "INTER ARMA CARITAS 1919". De medaille is van zilver en lijkt sterk op de Nederlandse Regeringsmedaille, op haar keerzijde staat "EESTI PUNANE RIST" (Het Estische Rode Kruis").
Het lint is hemelsblauw met een zwart-witte streep.